# Iragarne Piñero Berriatua
Iragarne Piñero Berriatua es una futbolista nacida el 7 de mayo de 1986 en Santurce (Vizcaya). Formada en el Peña Athletic durante la temporada 2002/03, pasó a engrosar en las filas del Athletic Club Neskak, en la Superliga en el año 2003, equipo en el que sigue actualmente.

## Clubes
| Club                   | País   | Año            |
| ---------------------- | ------ | -------------- |
| Peña Athletic          | España | 2002-2003      |
| Athletic Club Neskak B | España | 2003- 2007     |
| Athletic Club Neskak   | España | 2007- presente |